# Moehnia breviatus
Moehnia breviatus är en tvåvingeart som beskrevs av Hans-Georg Rudzinski 1999. Moehnia breviatus ingår i släktet Moehnia och familjen sorgmyggor. Inga underarter finns listade i Catalogue of Life.